# 座間駅

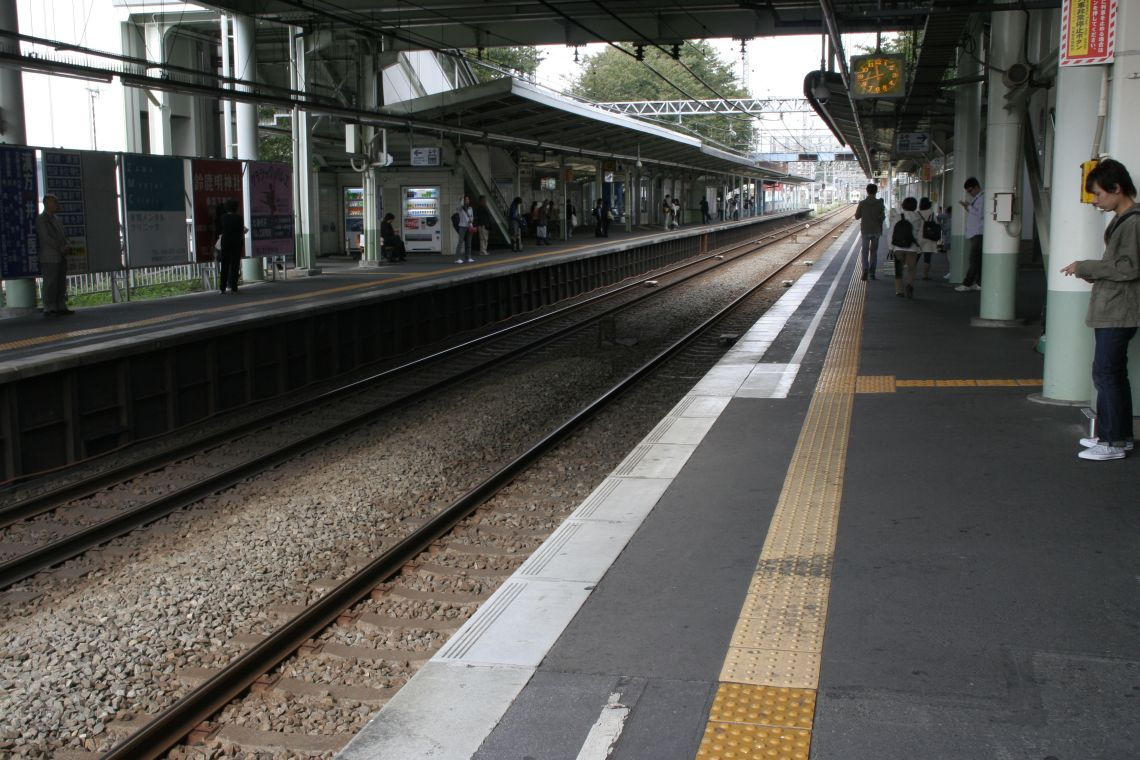
ホーム（2007年10月）

座間駅（ざまえき）は、神奈川県座間市入谷東三丁目と同市入谷西三丁目に跨がる、小田急電鉄小田原線の駅である。駅番号はOH 31。
駅事務室を含めた駅施設やホームなど、駅設備の大部分は入谷西三丁目にあるが、住居表示実施区域のため、所在地表記は主たる出入口とされている東口が所在する入谷東三丁目60番街区内となる。
駅西側には神奈川県道407号杉久保座間線（観音通り）が走る。

## 歴史

### 年表
- 1927年（昭和2年）7月28日：新座間駅（しんざまえき）として開設。「直通」の停車駅となる。各停は新宿駅 - 稲田登戸駅（現・向ヶ丘遊園駅）間運行であり、当駅までの運行はなかった。
- 1937年（昭和12年）7月1日：座間遊園駅（ざまゆうえんえき）へ改称。
- 1941年（昭和16年）10月15日：座間駅（ざまえき）へ改称。
- 1945年（昭和20年）6月：従来、新宿駅 - 稲田登戸駅間運行の各停が全線運行されることとなり、停車駅となる。同時に「直通」廃止。
- 1946年（昭和21年）10月1日：準急新設、停車駅となる。
- 1960年（昭和35年）3月25日：通勤準急新設、停車駅となる。
- 1978年（昭和53年）4月6日：橋上駅舎・東西自由通路完成、使用開始。
- 2003年（平成15年）3月22日 - エレベーターの設置、それに伴う自由通路の拡張と駅舎改良工事が完了。
- 2004年（平成16年）12月11日 - 区間準急が設定され、停車駅となる[1]。
- 2008年（平成20年）
  - 4月18日：新フォーマット駅名標へ切替。
  - 8月4日 - 2009年（平成21年）3月14日：駅施設改修工事（トイレ移設、階段・屋根などの改修、駅構内触知案内板設置など）実施。
- 2009年（平成21年）2月20日：下りホームにあったトイレを改札内橋上部分へ移設、使用開始。
- 2011年（平成23年）11月7日：改札外橋上部分にある自動販売機脇に自動体外式除細動器（AED）新設、使用開始。
- 2012年（平成24年）12月22日：行先案内表示機が設置され、使用開始[要出典]。
- 2014年（平成26年）1月：OH 31の駅ナンバリング導入、使用開始[2]。
- 2018年（平成30年）3月17日：通勤準急新設、停車駅となる[3]。
- 2019年（平成31年）2月12日：入谷地区の一部（小田原線東側）での住居表示実施に伴い、所在地表記が入谷5丁目1682から現表記へ変更。

### 駅名の由来
開設当時、現在の「相武台前駅」が「座間駅」であったため、現在の「座間駅」は「新座間駅」として開設された。その後、当時の小田原急行鉄道が駅前に向ヶ丘遊園に続く第二の遊園地として座間遊園を造営することを計画し、駅名も「座間遊園駅」に改称された。しかし、土地等の購入は行われたものの、第二次世界大戦の勃発などを受けて造営計画は頓挫し、1941年（昭和16年）になって「座間駅」に改称された。

## 駅構造
相対式ホーム2面2線を有する地上駅。橋上駅舎を備える。

### のりば
| ホーム | 路線     | 方向 | 行先                          |
| ------ | -------- | ---- | ----------------------------- |
| 1      | 小田原線 | 下り | 小田原・箱根湯本方面          |
| 2      | 小田原線 | 上り | 相模大野・新宿・ 千代田線方面 |

### 駅構内設備
トイレ（オストメイト対応）は改札内橋上部分に設置されており、待合室は上りホーム（2番ホーム）に設置されている。
駅構内触知案内板は自動券売機一番右端に設置されている。トイレ触知案内板はトイレ入口に設置。
自動体外式除細動器 (AED) が改札外の橋上部分にある自動販売機の脇に設置されている。
エレベーターは改札階と各ホーム・各出口間を連絡する。
ATM（横浜銀行座間駅前支店小田急座間駅出張所）がある。
2012年度（平成24年度）設備投資計画で行先案内表示器新設が盛り込まれた。

## 利用状況
2024年度（令和6年度）の1日平均乗降人員は18,701人である（小田急線全70駅中52位）。
近年の1日平均乗降・乗車人員の推移は以下の通り。
| 年度               | 1日平均 乗降人員 | 1日平均 乗車人員 | 出典                |
| ------------------ | ---------------- | ---------------- | ------------------- |
| 1995年（平成07年） |                  | 12,512           | [ 神奈川県統計 1 ]  |
| 1998年（平成10年） |                  | 11,851           | [ 神奈川県統計 2 ]  |
| 1999年（平成11年） |                  | 11,722           | [ 神奈川県統計 3 ]  |
| 2000年（平成12年） |                  | 11,489           | [ 神奈川県統計 3 ]  |
| 2001年（平成13年） |                  | 11,280           | [ 神奈川県統計 4 ]  |
| 2002年（平成14年） | 23,294           | 11,184           | [ 神奈川県統計 5 ]  |
| 2003年（平成15年） | 23,256           | 11,315           | [ 神奈川県統計 6 ]  |
| 2004年（平成16年） | 22,249           | 11,071           | [ 神奈川県統計 7 ]  |
| 2005年（平成17年） | 22,128           | 11,013           | [ 神奈川県統計 8 ]  |
| 2006年（平成18年） | 22,604           | 11,247           | [ 神奈川県統計 9 ]  |
| 2007年（平成19年） | 22,726           | 11,350           | [ 神奈川県統計 10 ] |
| 2008年（平成20年） | 22,599           | 11,305           | [ 神奈川県統計 11 ] |
| 2009年（平成21年） | 22,022           | 11,023           | [ 神奈川県統計 12 ] |
| 2010年（平成22年） | 21,983           | 11,009           | [ 神奈川県統計 13 ] |
| 2011年（平成23年） | 21,723           | 10,870           | [ 神奈川県統計 14 ] |
| 2012年（平成24年） | 21,957           | 10,963           | [ 神奈川県統計 15 ] |
| 2013年（平成25年） | 22,242           | 11,119           | [ 神奈川県統計 16 ] |
| 2014年（平成26年） | 21,483           | 10,735           | [ 神奈川県統計 17 ] |
| 2015年（平成27年） | 21,732           | 10,874           | [ 神奈川県統計 18 ] |
| 2016年（平成28年） | 21,613           | 10,818           | [ 神奈川県統計 19 ] |
| 2017年（平成29年） | 21,449           | 10,743           | [ 神奈川県統計 20 ] |
| 2018年（平成30年） | 21,200           | 10,618           | [ 神奈川県統計 21 ] |
| 2019年（令和元年） | 20,833           | 10,429           | [ 神奈川県統計 22 ] |
| 2020年（令和02年） | 15,742           |                  |                     |
| 2021年（令和03年） | 16,418           |                  |                     |
| 2022年（令和04年） | 17,715           |                  |                     |
| 2023年（令和05年） | 18,462           |                  |                     |
| 2024年（令和06年） | 18,701           |                  |                     |

## 駅周辺
駅西側には神奈川県道407号杉久保座間線（観音通り）および梨の木坂があり、段丘下の旧市役所、座間下宿方面に旧中心部が広がる。また東側は天台、立野台方面に向かい昭和40年代頃から開発が行われ住宅地が広がる。東西共に急坂である。
北東部には県立谷戸山公園がある。狸やカラスなどが多い地域。

### 西口
- 星谷寺（星谷観音）：梵鐘は重要文化財に指定されている。
- 梨の木古墳群（史跡）
- 座間市役所 西出張所
- 鈴鹿明神社
- 座間市立入谷小学校
- 神奈川県立座間高等学校
- 神奈川県立座間支援学校
- JAさがみ 座間支店
- MEGAドン・キホーテUNY 座間店
- 神奈川県座間警察署
- JR入谷駅（800m程の距離）

### 東口

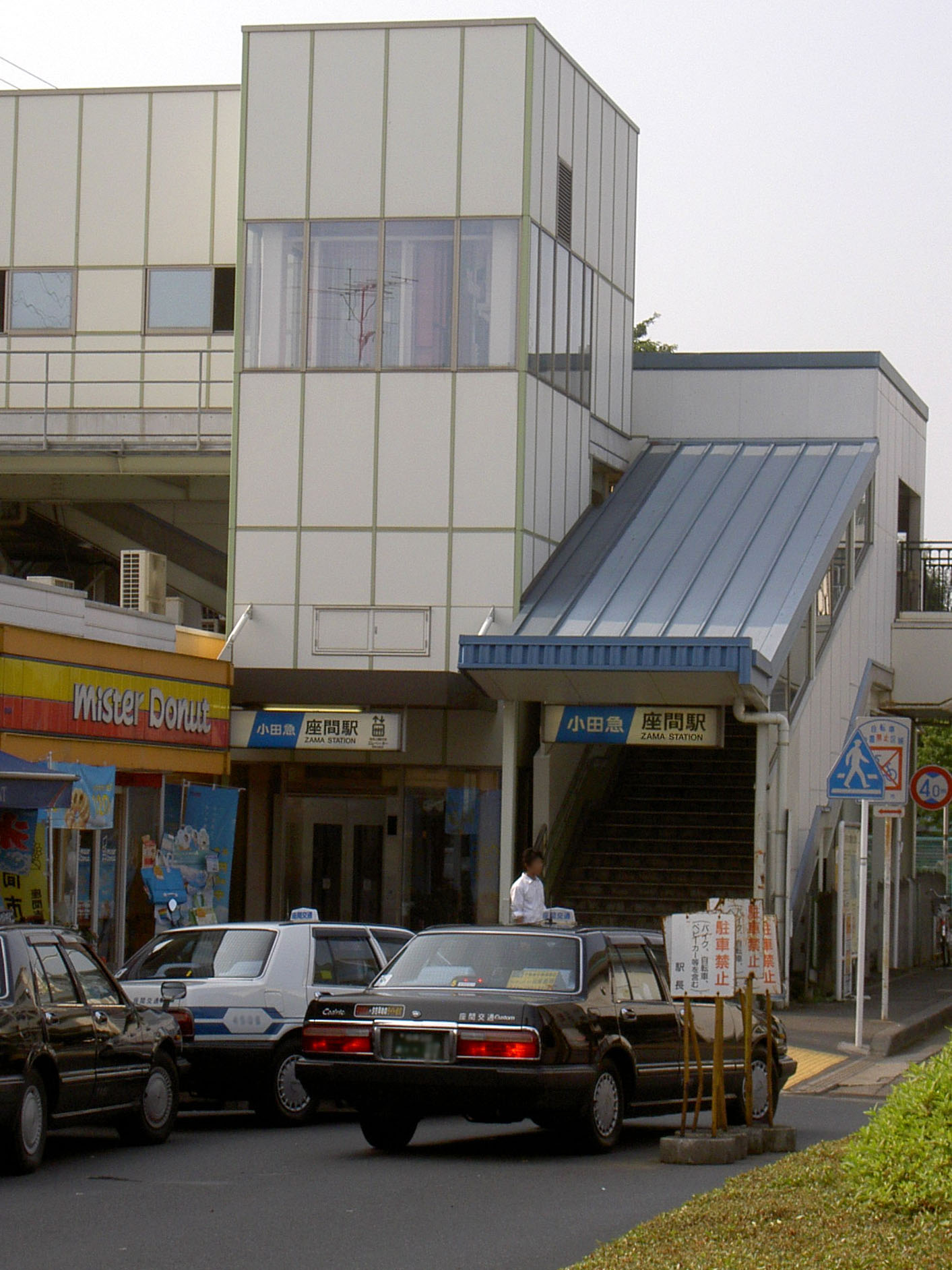
東口（2006年6月）

- ホシノタニ団地[6]
- Odakyu OX 座間店
- 神奈川県立座間谷戸山公園
- 平塚信用金庫 座間支店
- 座間駅前郵便局
- 座間駅前商店街
- フードワン 座間店
- 高原大六天神社

### バス路線
座間駅入口
- Eコース（西部方面循環コース）：公民館前方面行・座間市役所行
- 海10系統：海老名駅東口行・相武台前駅行

座間駅
- 下02系統：相武台下駅行・さがみ野駅北口行
- 台04系統：座間四ツ谷行・相武台前駅行
- 海10系統：海老名駅東口行・相武台前駅行

## 隣の駅
小田急電鉄
 小田原線

■快速急行・■急行
通過
□通勤準急・■準急・■各駅停車（通勤準急は平日朝上り、準急は平日夜間下りのみ）
相武台前駅 (OH 30) - 座間駅 (OH 31) - 海老名駅 (OH 32)